# Kurdiumivka
Kurdiumivka (en ucraniano: Курдюмівка; en ruso: Курдюмовка, romanizado: Kurdiumovka) es un asentamiento de tipo urbano ucraniano perteneciente al óblast de Donetsk. Situado en el este del país, forma parte del raión de Bajmut y del municipio (hromada) de Toretsk.
La ciudad se encuentra ocupada por Rusia desde el 1 de diciembre de 2022, siendo administrada como parte de la de facto República Popular de Donetsk.

## Geografía
El asentamiento de Kurdiumivka está a unos 12 km al noreste de Toretsk y 55 kilómetros al noreste de Donetsk.

## Historia
Kurdiumivka fue fundado en 1936.
En 1957 se le otorgó al pueblo el estatus de asentamiento de tipo urbano. Hay una fábrica de productos ácidos en el pueblo; entre otras cosas, aquí se fabrican ladrillos resistentes al ácido.
La guerra del Dombás, que comenzó a mediados de abril de 2014, ha provocado bajas tanto civiles como militares. Un civil murió por bombardeos en Kurdiumivka el 6 de febrero de 2017.
Según la información proporcionada por el corresponsal de guerra ruso Vladlen Tatarsky, Kurdiumivka fue tomada por las Fuerzas Armadas rusas el 29 de noviembre de 2022. El ISW evaluó que las fuerzas ucranianas lanzaron un contraataque el 29 de diciembre de 2022 y recuperaron posiciones dentro de Kurdiumivka, pero se confirmó la captura de Kurdimivka por parte de Rusia.

## Demografía
La evolución de la población de Kurdiumivka entre 1959 y 2022 fue la siguiente:
| 1454                                                          | 1430 | 1303 | 1233 | 1161 | 893 | 839 | 821 | 787 | 737 |
| (Fuente: Cities & Towns of Ukraine y UKRAINE: Größere Städte) |      |      |      |      |     |     |     |     |     |

Según el censo de 2001, la lengua materna de la mayoría de los habitantes, el 51,25%, es el ucraniano; del 48,49%% es el ruso.

## Infraestructura

### Transporte
Por Kurdiumivka pasa una línea ferroviaria que conecta Bajmut con Górlivka, y también el canal Donets-Dombás.